# Fameck
Fameck – miejscowość i gmina we Francji, w regionie Grand Est, w departamencie Mozela.
Według danych na rok 1990 gminę zamieszkiwały 13 922 osoby, a gęstość zaludnienia wynosiła 1118 osób/km² (wśród 2335 gmin Lotaryngii Fameck plasuje się na 23. miejscu pod względem liczby ludności, natomiast pod względem powierzchni na miejscu 452.).